# Seyfridtzska huset
Seyfridtzska huset er en bygning på Stortorget 20 i Gamla stan, Stockholm. Det blev opført i 1520'erne.
I 1620'erne var huset ejet af skinnaren Hans Seyfridtz, og efter hans død giftede enken, Maria Seyfridtz, sig på ny med Johan Eberhard Schantz fik huset samme ejer som nabohuset Schantzska huset. Dette hus blev også renoveret i 1600'erne. I 1700-tallet blev huset renoveret igen, samtidig som Grillska huset, og fik det nuværende udseende.